# بولوتري
بولوتري (بالإيطالية: Pollutri)‏ هي بلدية في مقاطعة كييتي في إقليم أبروتسو الإيطالي.

## السكان
في سنة 1861 بلغ عدد السكان 3٬049 نسمة، وتطور العدد ليصل في سنة 2011 لـ 2٬306 نسمة.
يظهر هذا المخطط البياني تطور النمو السكاني لـ بولوتري